# Kanton Lamballe-Armor
Der Kanton Lamballe-Armor ist seit 1790 ein französischer Wahlkreis im Arrondissement Saint-Brieuc, im Département Côtes-d’Armor und in der Region Bretagne; sein Hauptort ist Lamballe-Armor.

## Geschichte
Der Kanton entstand am 15. Februar 1790. Von 1801 bis 2015 gehörten elf Gemeinden zum Kanton Lamballe. Mit der Neuordnung der Kantone in Frankreich stieg die Zahl der Gemeinden 2015 auf 12. Zu den bisherigen Gemeinden des alten Kantons Lamballe kam noch die Gemeinde Hénansal des bisherigen Kantons Lanvollon hinzu.
Durch die Gründung der Gemeinde Lamballe-Armor erfolgte die Umbenennung des Kantons von vormals Kanton Lamballe zum aktuellen Namen per Dekret vom 13. Februar 2021.

## Lage
Der Kanton liegt im Norden des Départements Côtes-d’Armor.

## Gemeinden

### Kanton seit 2015
Der Kanton besteht aus zehn Gemeinden und Teilgemeinden mit insgesamt 25.057 Einwohnern (Stand: 1. Januar 2022) auf einer Gesamtfläche von 199,34 km²:
| Gemeinde        | Bretonisch    | Einwohner (2022) | Fläche (km²) | Code postal | Code Insee |
| --------------- | ------------- | ---------------- | ------------ | ----------- | ---------- |
| Andel           | Andel         | 1.170            | 12,20        | 22400       | 22002      |
| Coëtmieux       | Koedmaeg      | 1.840            | 8,02         | 22400       | 22044      |
| Hénansal        | Henant-Sal    | 1.263            | 29,00        | 22400       | 22077      |
| La Malhoure     | Lanvelor      | 621              | 5,02         | 22640       | 22140      |
| Lamballe-Armor  | Lambal-Armor  | 14.706           | 99,28        | 22400       | 22093      |
| Landéhen        | Landehen      | 1.445            | 11,80        | 22400       | 22098      |
| Noyal           | Noual-Pentevr | 981              | 6,80         | 22400       | 22160      |
| Pommeret        | Peuñvrid      | 2.119            | 13,35        | 22120       | 22246      |
| Quintenic       | Kistenid      | 364              | 7,50         | 22400       | 22261      |
| Saint-Rieul     | Sant-Rieg     | 548              | 6,37         | 22270       | 22326      |
| Kanton Lamballe | Lambal        | 25.057           | 199,34       | -           | 2206       |

1. ↑  Nur die Fläche der ehemaligen Gemeinden Lamballe, Meslin und Morieux, der Rest gehört zum Kanton Pléneuf-Val-André.

### Veränderungen im Gemeindebestand seit der landesweiten Neuordnung der Kantone
2019: Fusion Lamballe, Morieux und Planguenoual (Kanton Pléneuf-Val-André) → Lamballe-Armor
2016: Fusion Lamballe und Meslin → Lamballe

### Kanton bis 2015
Der alte Kanton Lamballe umfasste elf Gemeinden auf einer Fläche von 168,82 km². Diese waren: Andel, Coëtmieux, La Malhoure, Lamballe (Hauptort), Landéhen, Meslin, Morieux, Noyal, Pommeret, Quintenic und Saint-Rieul.

### Bevölkerungsentwicklung
| 1962   | 1968   | 1975   | 1982   | 1990   | 1999   | 2006   | 2012   | 2020   |
| ------ | ------ | ------ | ------ | ------ | ------ | ------ | ------ | ------ |
| 14.189 | 14.424 | 14.958 | 16.048 | 17.441 | 18.588 | 20.168 | 22.650 | 24.653 |

## Politik
Im 1. Wahlgang am 22. März 2015 erreichte keines der fünf Wahlpaare die absolute Mehrheit. Bei der Stichwahl am 29. März 2015 gewann das Gespann Marie-Christine Cléret (PS)/Robert Rault (PS) gegen Jean-Luc Guymard/Rosalie Le Boëdec (beide DVD) mit einem Stimmenanteil von 53,71 % (Wahlbeteiligung:56,03 %).
| Vertreter im conseil général des Départements | Vertreter im conseil général des Départements | Vertreter im conseil général des Départements |
| Amtszeit                                      | Name                                          | Partei                                        |
| --------------------------------------------- | --------------------------------------------- | --------------------------------------------- |
| 1970–2008                                     | Sébastien Couépel                             | DVD, dann UDF                                 |
| 2008–2015                                     | Marie-Christine Cléret                        | PS                                            |
| 2015–2021                                     | Marie-Christine Cléret Robert Rault           | PS                                            |
| 2021–                                         | Robert Rault Nathalie Travert Le Rou          | PS DVG                                        |